# گابریلا دوارته
گابریلا دوارت فرانکو (زاده ۱۵ آوریل ۱۹۷۴) یک هنرپیشه اهل برزیل است. او همچنین دختر بازیگر رجینا دوارته است. او دختر رجینا دوارته بازیگر و تاجر مارکوس فلاویو کونا فرانکو است.

## زندگی شخصی
او در سال ۲۰۰۲ با عکاس جایرو گلدفلوس ازدواج کرد. در سال ۲۰۰۶، اولین دخترش، مانوئلا، و در ۱۷ دسامبر ۲۰۱۱، اولین پسرش، فردریکو به دنیا آمد.

## فیلم‌شناسی

### تلویزیون
| سال  | عنوان              | نقش                                   | یادداشت‌ها                                 |
| ---- | ------------------ | ------------------------------------- | ----------------------------------------- |
| ۱۹۸۹ | کولونیا سسیلیا     | بیانکا ریواس                          |                                           |
| ۱۹۸۹ | مدل برتر           | اولیویا کندرا                         |                                           |
| ۱۹۹۰ | دلیگاسیا د مولهرس  | فاطمه                                 | قسمت: "نوسا سنورا دوس اپریمیدوس"          |
| ۱۹۹۵ | ایرماوس کوراژم     | ریتا د کاسیا ماسیل                    |                                           |
| ۱۹۹۶ | زنده باد           | دختر Aderbal و کلارا                  | قسمت:"او دکوت"                            |
| ۱۹۹۶ | زنده باد           | آلیسینا (آلیس د آلمیدا سانتوس)        | قسمت:"ای آنجو"                            |
| ۱۹۹۷ | پور آمور           | ماریا ادواردا ویانا گرکو د باروس موتا |                                           |
| ۱۹۹۹ | چیکینها گونزاگا    | فرانسیسکا ادویگز نیوس گونزاگا (جوان)  | فاز ۱                                     |
| ۱۹۹۹ | تصمیم‌گیری          | لوییزا                                | قسمت: "ماریدو سیومنتو"                    |
| ۲۰۰۲ | براوا گنته         | گیزلا آولار                           | قسمت:"هورا ارادا"                         |
| ۲۰۰۲ | اسپرانسا           | جاستین                                |                                           |
| ۲۰۰۳ | کوبانکان           | وروسکا ورون                           | قسمت‌ها:"۲۲ تا ۲۵ اکتبر ۲۰۰۳"              |
| ۲۰۰۴ | سوب نوا دایراسو    |                                       | قسمت: "سیمپاتیا شبیه وحشت"                |
| ۲۰۰۵ | آمریکا             | سیمون گارسیا منزز                     |                                           |
| ۲۰۰۷ | ست پکادوس          | مریام د فریتاس                        |                                           |
| ۲۰۰۸ | دیکاس د ام سدوتور  | ماریا                                 | قسمت: "Quem Perde , Ganha!"               |
| ۲۰۰۸ | کازوس و آکاسوس     | کارول                                 | قسمت: "ای سابق، یک ترویج و ویزینهو"       |
| ۲۰۰۸ | کازوس و آکاسوس     | کارلا                                 | قسمت: "یک آلیانسا، یک کیکسا و یک ریویستا" |
| ۲۰۰۹ | آکامپامنتو د فریاس | جولیا                                 | فصل ۱                                     |
| ۲۰۰۹ | یک تورما دو دیدی   | خودش                                  | قسمت‌ها:"۲۸ ژوئن ۲۰۰۹"                     |
| ۲۰۱۰ | اشتیاق             | جسیکا دا سیلوا روندلی                 |                                           |
| ۲۰۱۱ | پای، پدر           | مونیکا                                |                                           |
| ۲۰۱۳ | عشق به ویدا        | لوانا سوسا آراجو                      | قسمت: "۲۰ می ۲۰۱۳"                        |
| ۲۰۱۳ | جونتو و میستورادو  | گابریلا                               | فصل دوم                                   |
| ۲۰۱۴ | آمور وریسیمو       | هفت کاراکتر                           |                                           |
| ۲۰۱۶ | لی دو آمور         | سوزانا ریورا (جوان)                   | قسمت‌ها:"اکتبر ۴–۷, ۲۰۱۶"                  |
| ۲۰۱۸ | ارگولو و پاکسائو   | ژولیتا بیتنکور (ملکه قهوه)            |                                           |

### سریال
| سال  | عنوان                                          | نقش     |
| ---- | ---------------------------------------------- | ------- |
| ۱۹۸۳ | O Cangaceiro Trapalhão                         |         |
| ۲۰۰۰ | اوریوندی                                       | پتی     |
| ۲۰۰۱ | پدرو نقاش در سلف پرتره                         |         |
| ۲۰۰۳ | ای وستیدو                                      | باربارا |
| ۲۰۰۶ | ای کاسو مورل                                   |         |
| ۲۰۱۳ | بوش بدون سگ                                    | ماریانا |
| ۲۰۱۵ | هیچ‌کس هیچ‌کس را دوست ندارد … برای بیش از دو سال | الویرا  |